# Ilona Usovitj
Ilona Viktaraŭna Usovitj (belarusiska: Ілона Віктараўна Усовіч), född den 14 november 1982, är en belarusisk friidrottare som tävlar på 400 meter.

## Individuella meriter
Usovitj var i final vid inomhus-EM 2005 men slutade där på en fjärde plats. Vid VM 2005 utomhus slutade hon femma i sin semifinal vilket inte räckte till att få springa finalen. Vid EM 2006 i Göteborg var hon i final och slutade där på en femte plats. Hennes första individuella medalj vann hon är hon slutade tvåa vid inomhus-EM 2007. Hon var även i finalen på 400 meter vid VM 2007 i  Osaka då hon slutade sjua.

## Meriter i stafett
Förutom de individuella meriterna har hon även varit en framgångsrik del av det vitryska stafettlaget över 4 x 400 meter. Hon har varit med och erövrat ett EM-guld inomhus, två VM-silver inomhus, ett EM-silver utomhus och ett VM-brons inomhus.

## Personliga rekord
- 400 meter - 50,31